# Чоу Юньфат
Чоу Юньфат (англ. Chow Yun-fat, иер. 周潤發, кант.-рус. Чау Юньфат, кит.-рус. Чжоу Жуньфа; родился 18 мая 1955 года в Гонконге) — гонконгский актёр, один из наиболее известных киноактёров Азии. Снимался в гонконгских, китайских и американских фильмах. Три раза выигрывал приз Гонконгской академии киноискусств в номинации «лучший актёр», в 1987, 1988 и 1990 годах за фильмы «Светлое будущее», «Город в огне» и «Всё об А Лонге».

## Биография
Чоу Юньфат родился 18 мая 1955 года на небольшом островке Ламма в бедной семье фермеров. В 1965 году его семья переехала в Гонконг, где отец нашел работу в нефтеперерабатывающей компании. В 17 лет Чоу Юньфат был вынужден оставить школу, чтобы помогать родителям. В течение года он перепробовал многие профессии: почтальона, курьера, коридорного. Не имея актёрского образования, в 1973 году Чоу пришёл по объявлению в газете на пробы, проводившиеся телеканалом TVB, успешно их прошёл и вскоре приобрёл значительную популярность, снимаясь в телесериалах.
Мировой известности добился благодаря ролям в боевиках Джона Ву: «Светлое будущее», «Наёмный убийца» и «Круто сваренные». Также снимался в драматических фильмах. Помог актёру Энди Лау сделать карьеру на телевидении, а затем и в кино, вместе они снялись в четырёх фильмах и двух телесериалах. С конца 1990-х Чоу снимается в Голливуде.

## Избранная фильмография
| Год  |   | Русское название                             | Оригинальное название                    | Роль                      |
| ---- | - | -------------------------------------------- | ---------------------------------------- | ------------------------- |
| 1981 | ф | История Хо Вьета                             | 胡越的故事                               | Хо Вьет                   |
| 1982 | ф | Почтальон наносит ответный удар              | The Postman Strikes Back                 | шулер Фу Юнь              |
| 1984 | ф | Арендатор                                    | The Occupant                             | инспектор "Валентино" Чоу |
| 1985 | ф | Женщины                                      | 女人心                                   | Дерек Сун                 |
| 1986 | ф | Любовь впустую                               | 地下情                                   | инспектор Лан             |
| 1986 | ф | Светлое будущее                              | A Better Tomorrow                        | Марк Ли                   |
| 1986 | ф | Лунатики                                     | 癲佬正傳                                 | Чанг                      |
| 1987 | ф | Осенняя история                              | 秋天的童話                               | Сэмюэл Панг               |
| 1987 | ф | Город в огне                                 | City on Fire                             | Ко Чоу                    |
| 1987 | ф | Огненные братья                              | Flaming Brothers                         | Чхан Хо-Тиен              |
| 1987 | ф | Светлое будущее 2: Ураганный огонь           | A Better Tomorrow 2                      | Кен Ли                    |
| 1987 | ф | Тюремное пекло                               | Prison on Fire                           | 41671/Чунь Тин-чинг       |
| 1988 | ф | Тигр в полиции                               | Tiger On Beat                            | Сержант Фрэнсис Ли        |
| 1989 | ф | Наёмный убийца                               | The Killer                               | Джеффри/«Микки Маус»      |
| 1989 | ф | Светлое будущее 3: Любовь и смерть в Сайгоне | A Better Tomorrow 3                      | Марк Ли                   |
| 1989 | ф | Бог игроков                                  | God of Gamblers                          | Ко Чун/«Бог игроков»      |
| 1989 | ф | Всё об А Лонге                               | All About Ah-Long                        | Ен А-Лонг                 |
| 1991 | ф | Рождённый вором                              | Once a Thief                             | Джо                       |
| 1992 | ф | Круто сваренные                              | Hard Boiled                              | инспектор «Текила» Юэнь   |
| 1994 | ф | Возвращение бога игроков                     | God of Gamblers' Return                  | Ко Чун/«Бог игроков»      |
| 1995 | ф | Отель мира                                   | 和平飯店                                 | Вонг А Пинг / "Убийца"    |
| 1998 | ф | Убийцы на замену                             | The Replacement Killers                  | Джон Ли                   |
| 1999 | ф | Коррупционер                                 | The Corruptor                            | Лейтенант Ник Чэнь        |
| 1999 | ф | Анна и король                                | Anna and The King                        | Монгкут, Король Сиама     |
| 2000 | ф | Крадущийся тигр, затаившийся дракон          | Crouching Tiger, Hidden Dragon           | Ли Му Бай                 |
| 2003 | ф | Пуленепробиваемый монах                      | Bulletproof Monk                         | Монах                     |
| 2006 | ф | Постмодернистская жизнь моей тёти            | Yi ma de hou xian dai sheng huo          | Пань Чжичан               |
| 2006 | ф | Проклятие золотого цветка                    | Curse of the Golden Flower               | Император Пин             |
| 2007 | ф | Пираты Карибского моря: На краю света        | Pirates of the Caribbean: At World’s End | Сяо Фэнь                  |
| 2008 | ф | Дети Хуанг Ши                                | The Children of Huang Shi                | Чэнь Ханьшэн              |
| 2009 | ф | Драконий жемчуг: Эволюция                    | Dragonball Evolution                     | Мастер Роши               |
| 2009 | ф | Шанхай                                       | Shanghai                                 | Энтони Ланьтин            |
| 2009 | ф | Конфуций                                     | Confucius                                | Конфуций                  |
| 2010 | ф | Пусть летят пули                             | Let the Bullets Fly                      | господин Хуан             |
| 2011 | ф | Создание партии                              | Beginning of the Great Revival           | Юань Шикай                |
| 2012 | ф | Последний магнат                             | Da Shang Hai                             | Cheng Daiqi               |
| 2013 | ф | Король обезьян                               | Da Nao Tian Gong                         | Jade Emperor              |
| 2018 | ф | Проект «Гутенберг»                           | Wu shuang                                | фальшивомонетчик          |

## Чоу Юньфат в видеоиграх
Джон Ву помимо своих произведений в кинематографе дал персонажу своей игры John Woo Presents Stranglehold внешность Чоу Юньфата. Игра является сиквелом боевика Джона Ву «Круто сваренные».